# Szigetújfalu
Szigetújfalu (deutsch Inselneudorf, donauschwäbisch Ujfluch) ist eine ungarische Gemeinde im Kreis Ráckeve im Komitat Pest.

## Lage
Szigetújfalu liegt mittig auf der Insel Csepel, südlich von Budapest. Nachbargemeinden sind Szigetcsép, Szigetszentmárton, Ráckeve und Ercsi.

## Sehenswürdigkeiten
- Römisch-katholische Kirche, erbaut 1773 im Barockstil
- Denkmal des Ersten Weltkriegs

## Städtepartnerschaften
- Waghäusel, Baden-Württemberg (Deutschland)[2]

## Galerie

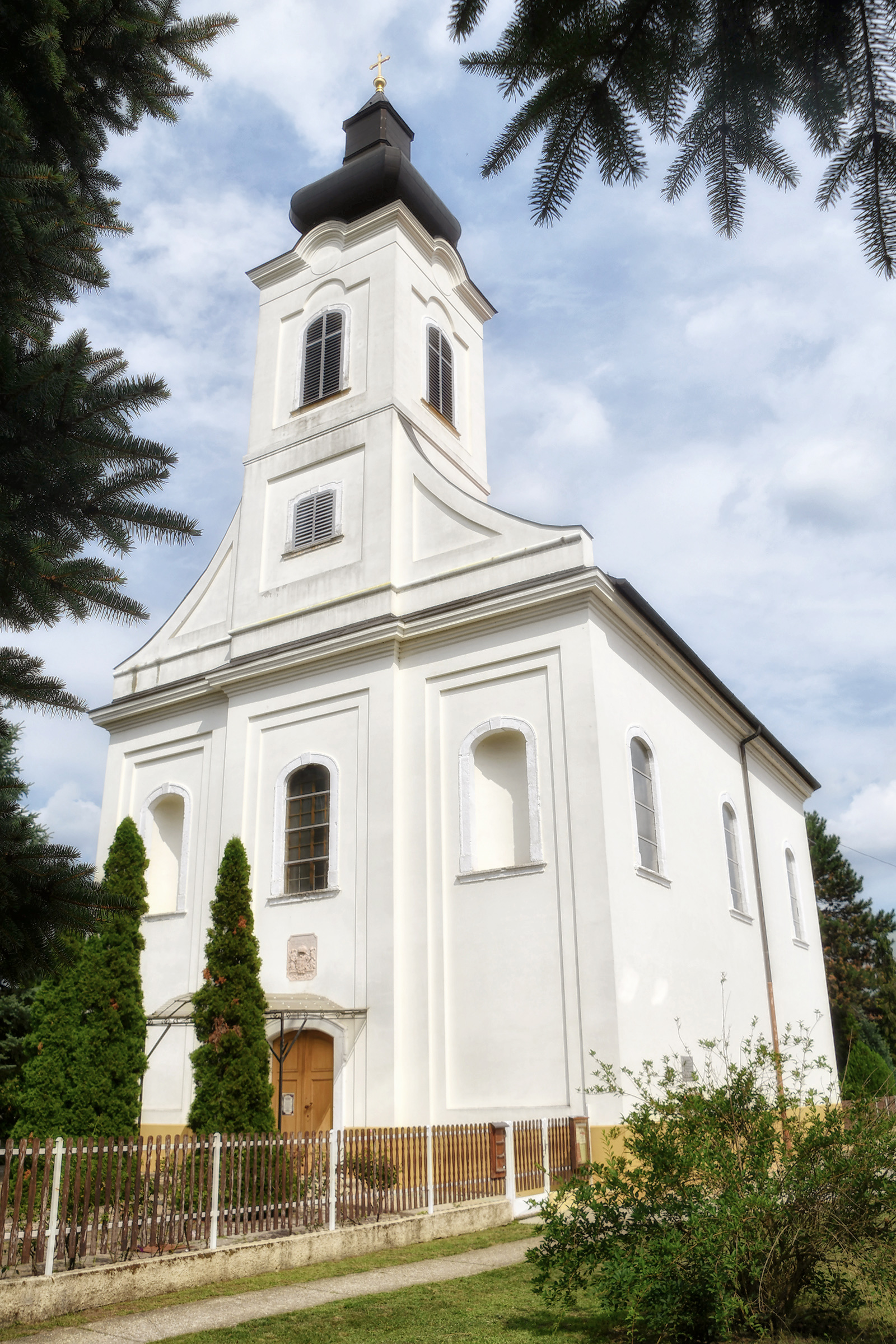
Römisch-katholische Kirche
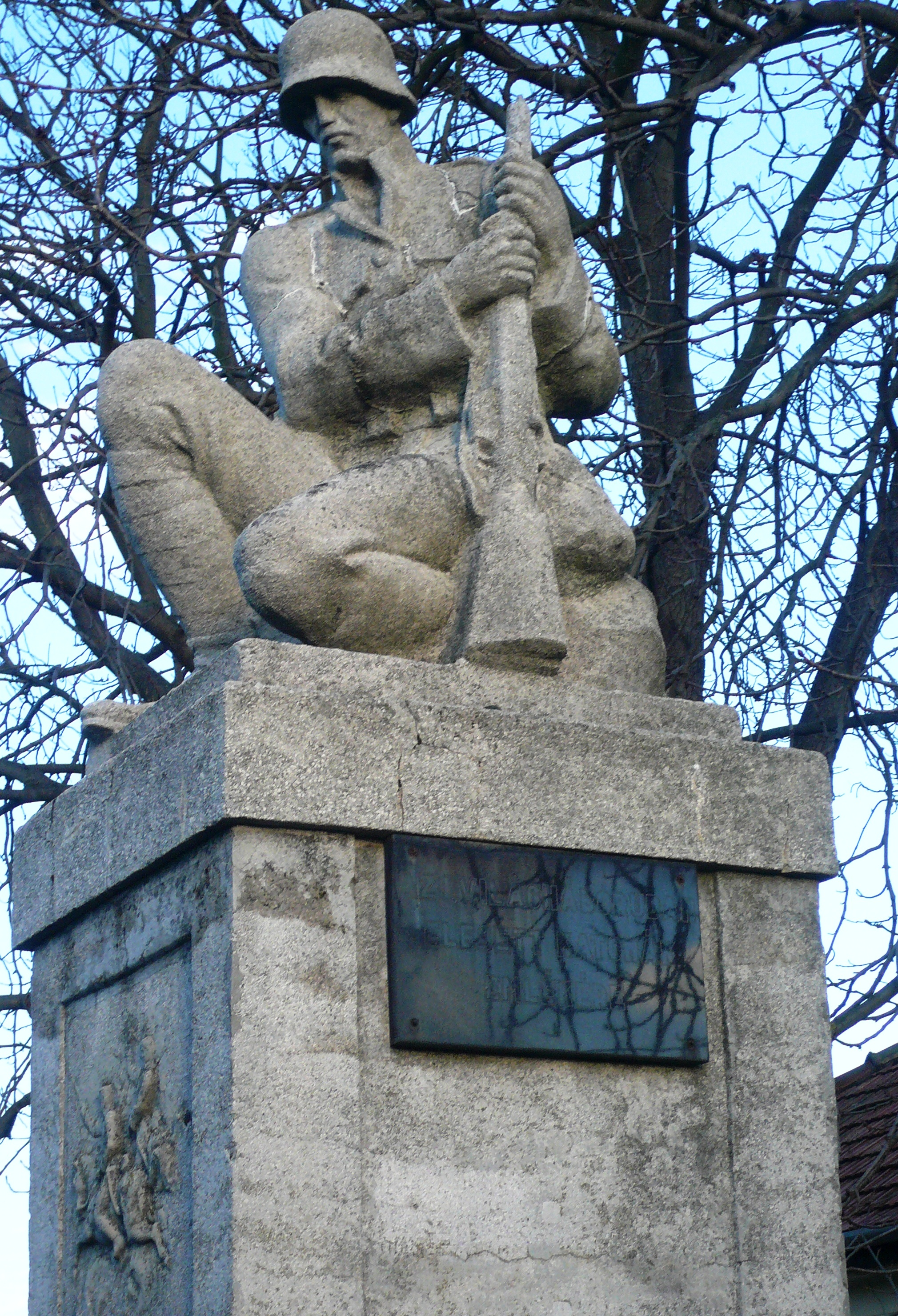
Denkmal